# گیدو واندونه
گیدو واندونه (انگلیسی: Guido Vandone؛ ۱۸ فوریه ۱۹۳۰ – ۳۱ ژوئیه ۲۰۱۹ (aged 89)) بازیکن فوتبال اهل ایتالیا بود.
از باشگاه‌هایی که در آن بازی کرده‌است می‌توان به باشگاه فوتبال تورینو و باشگاه فوتبال لچه اشاره کرد.